# 穆奇卡普斯基區
穆奇卡普斯基區（俄语：Мучкапский район），是俄羅斯的一個區，位於該國西部，由坦波夫州負責管轄，面積1,181平方公里，2010年該區人口15,177，人口密度每平方公里12.85人。